# Белет (Титан)
Белет (лат. Belet) — тёмная деталь альбедо на поверхности самого большого спутника Сатурна — Титана.

## География и геология
Координаты данной области — 5° ю. ш. 255° з. д. / 5° ю. ш. 255° з. д.. К западу от неё находится тёмная деталь альбедо Сэнкё, а к востоку светлая область — Адири. Внутри этой местности находятся холмы Арвен. На юге граничит с областью Конкордии. Местность Белет была обнаружена на снимках, переданных космическим аппаратом «Кассини-Гюйгенс».

## Эпоним
Названа в честь рая в малайской мифологии. Название было утверждено Международным астрономическим союзом в 2006 году.